# Franjo Kuharić

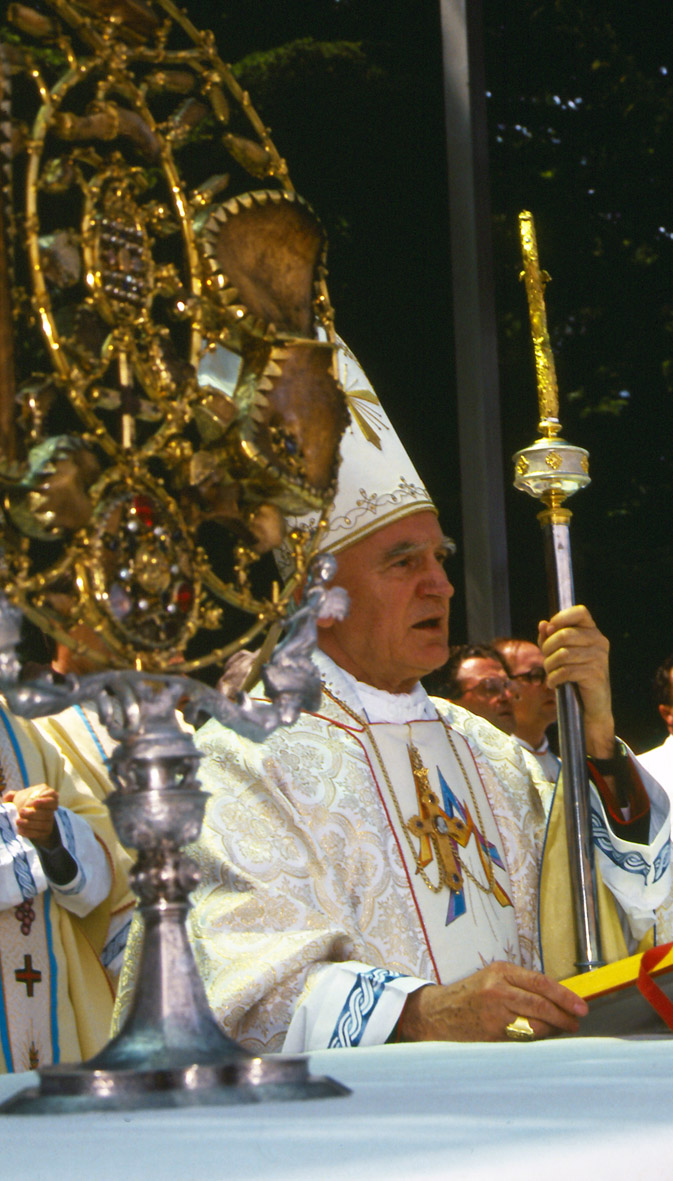
Franjo Kardinal Kuharić (1991)

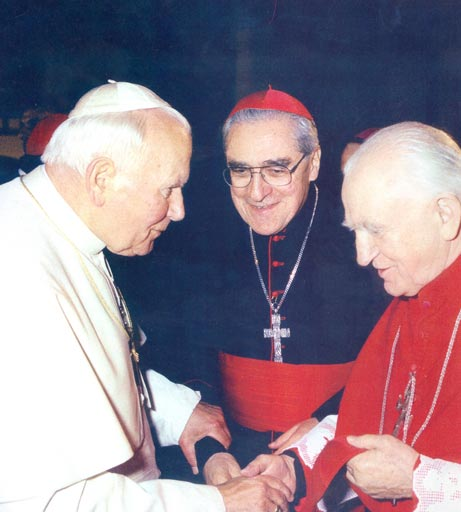
Kardinal Kuharić (re.) beim Kroatienbesuch von Papst Johannes Paul II. mit Kardinal Lustiger (Mitte) (1997)

Franjo Kardinal Kuharić (* 15. April 1919 in Pribić; † 11. März 2002 in Zagreb) war Erzbischof von Zagreb und erster Präsident der Kroatischen Bischofskonferenz.

## Leben
Er wurde als der jüngste von dreizehn Geschwistern im Dorf Gornji Pribić nahe Krašić geboren. Dort wuchs er als Sohn eines Landwirts in einfachsten Verhältnissen auf. Am 15. Juni 1945 empfing er durch den damaligen Zagreber Erzbischof Alojzije Stepinac in der Kathedrale von Zagreb die Priesterweihe.
Er übte kurzzeitig das Amt des Kaplans in der Gemeinde Radoboj aus und wirkte als Leiter der Gemeinden Rakov Potok und Sveti Martin pod Okićem. Während seiner dortigen Amtszeit wurden in den Jahren 1947 und 1948 zwei Attentate auf ihn verübt, die er jedoch knapp überlebte. Der damalige Zagreber Erzbischof Franjo Šeper setzte ihn im Herbst 1957 als Pfarrer in Samobor ein.
Am 15. Februar 1964 ernannte ihn Papst Paul VI. zum Titularbischof von Meta und zum Weihbischof in Zagreb. Die Bischofsweihe spendete ihm Erzbischof Franjo Šeper am 3. Mai 1964, Mitkonsekratoren waren Dragutin Nežić, Bischof von Poreč i Pula, und Josip Lach, Weihbischof in Zagreb.
Als Šeper 1969 zum Kardinalpräfekten der Kongregation für die Glaubenslehre ernannt wurde, wurde Kuharić zunächst Apostolischer Administrator des Erzbistums Zagreb und am 16. Juni 1970 zu dessen Erzbischof erhoben. Im September desselben Jahres wurde er Vorsitzender der Bischofskonferenz der Sozialistischen Föderativen Republik Jugoslawien (SFRJ). Papst Johannes Paul II. nahm ihn am 2. Februar 1983 als Kardinalpriester mit der Titelkirche San Girolamo dei Croati (degli Schiavoni) in das Kardinalskollegium auf. Kardinal Kuharić wurde 1993 zum Gründungspräsidenten der Kroatischen Bischofskonferenz gewählt. Er übte dieses Amt bis 1997 aus.
Am 5. Juli 1997 nahm Papst Johannes Paul II. das aus Altersgründen vorgebrachte Rücktrittsgesuch Franjo Kuharićs an.
Franjo Kuharić war Ehrenakademiker der Kroatischen Akademie der Wissenschaften und Künste (HAZU).
Am 11. März 2012, zehn Jahre nach seinem Tod, wurde der diözesane Seligsprechungsprozess eingeleitet.